# Aïn el Aneba
 (avril 2020).
Aïn el Aneba est une source située dans la province d'El Bayadh en Algérie, à 500 km au sud-ouest d'Alger. 
La source est localisée à 1 264 mètres d'altitude dans un paysage de brousse et sur un territoire peu peuplé de 2 habitants par kilomètre carré. Le point le plus élevé à proximité est à 1 620 mètres d'altitude et à 1,9 km à l'est de Aïn el Aneba. 
Le climat est désertique et froid. La température moyenne annuelle dans le secteur est de 20 °C. Le mois le plus chaud est juin avec une température moyenne est de 32 °C, et le plus froid janvier avec 8 °C. Les précipitations annuelles moyennes sont de 271 millimètres. Le mois le plus humide est novembre avec 92 mm de précipitations en moyenne et le plus sec juin avec 3 mm de précipitations.
Aïn el Aneba